# Eilseeschwalbe

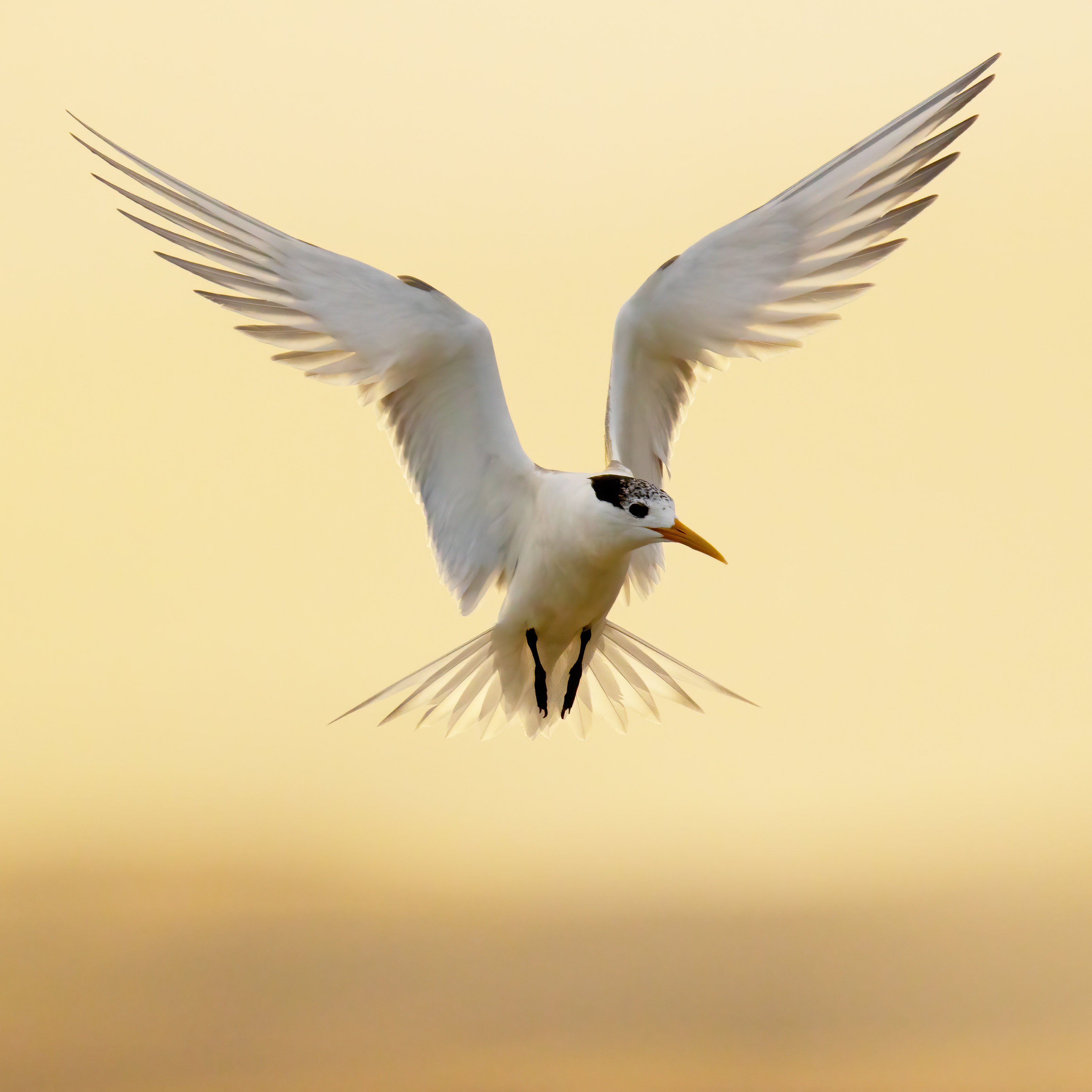
Eilseeschwalbe im Flug

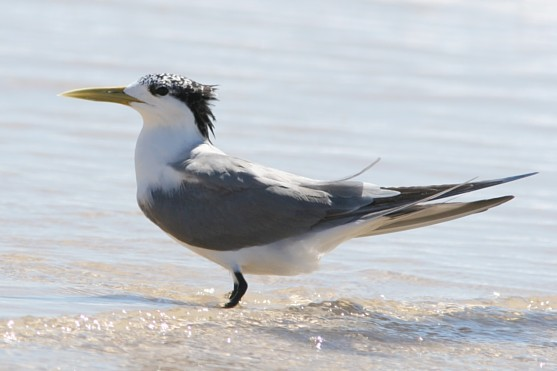

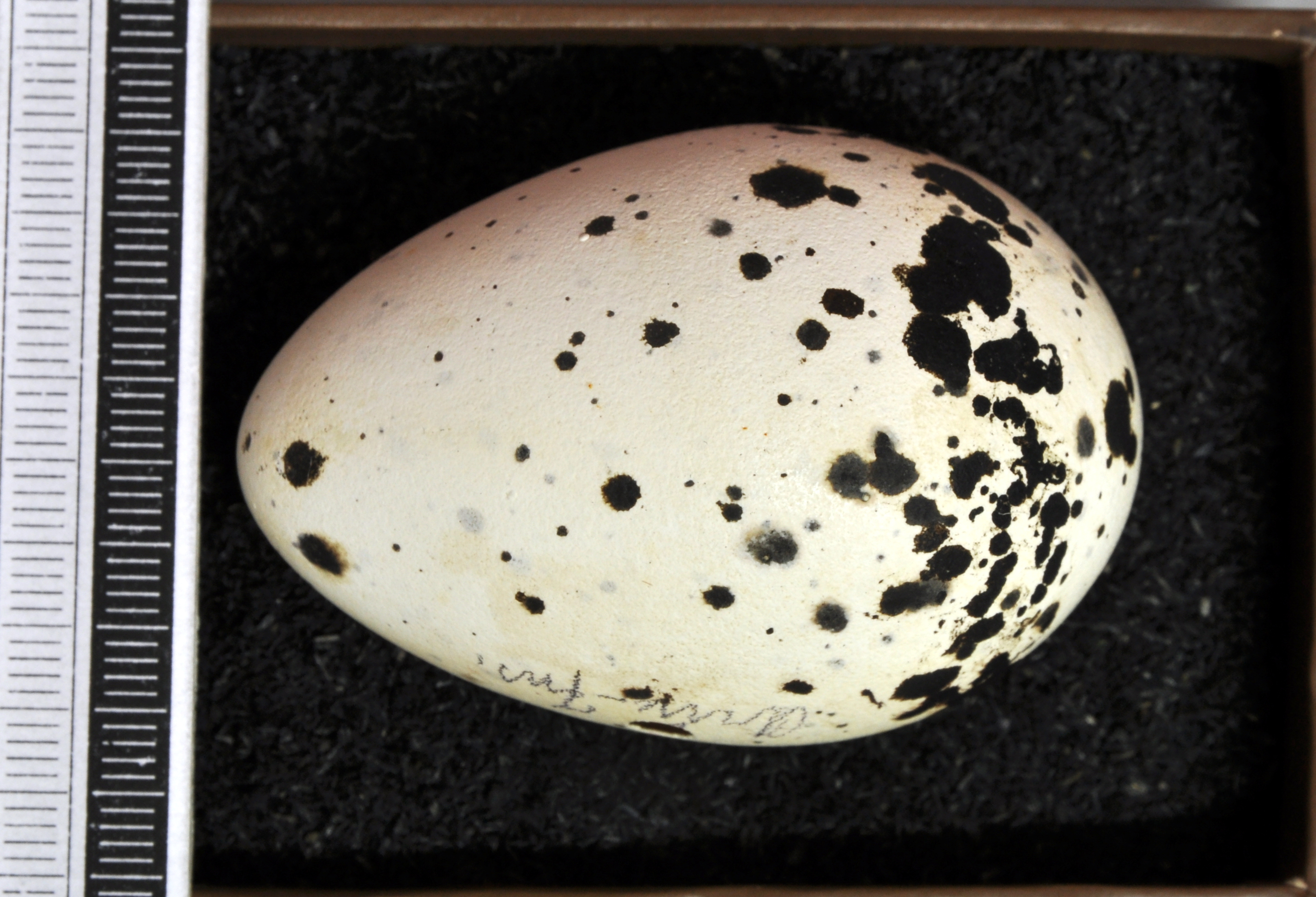
Ei, Sammlung Museum Wiesbaden

Die Eilseeschwalbe (Thalasseus bergii) ist eine Vogelart aus der Unterfamilie der Seeschwalben (Sterninae).

## Merkmale
Die Eilseeschwalbe ist mit einer Körperlänge von 50 bis 54 Zentimetern, wovon sieben bis zehn Zentimeter auf die Schwanzspieße entfallen, deutlich größer als die ähnliche Brandseeschwalbe. Sie ist auffallend langflügelig und hat auch im Prachtkleid eine weiße Stirn und einen weißen Zügelstreifen. Die schwarze Haube ist auf den Hinterkopf beschränkt und etwas struppig. Der meist blass grüngelbliche, im Prachtkleid etwas kräftiger gelbe Schnabel ist sehr lang, schmal und hat einen leicht abwärts gebogenen First. Er ist neben der Körpergröße das beste Unterscheidungsmerkmal. Die im Nahen Osten vorkommende Unterart S. b. velox hat einen dunkler grauen Mantel, Oberflügel und Oberschwanzdecken. Der häufigste Ruf der Eilseeschwalbe ist ein tief krächzendes „karrack.“

## Vorkommen
Die Eilseeschwalbe brütet vom südlichen Afrika bis zum Pazifik sowie am Roten Meer und am Persischen Golf. Ausnahmeerscheinungen treten auch bis Sues und Aqaba auf.

## Gefährdung
Die International Union for Conservation of Nature and Natural Resources (IUCN) schätzt die Eilseeschwalbe mit allen Unterarten auf ihrer Roten Liste als „nicht gefährdet“ (least concern) ein.